# Logan City (Australia)
Logan City, także jako City of Logan – obszar samorządu lokalnego w stanie Queensland, w Australii. Położone w pobliżu Pacyfiku, z liczbą ludności na poziomie 377,773 mieszkańców. Jest ważną częścią metropolii Brisbane zamieszkanej przez 2,7 mln mieszkańców, będącą trzecią co wielkości metropolią w kraju. Miasto jest także częścią aglomeracji South East Queensland zamieszkiwanej przez 4 mln osób.